# چستنات‌هیل (فیلادلفیا)
چستنات‌هیل (به انگلیسی: Chestnut Hill) یک منطقهٔ مسکونی در ایالات متحده آمریکا است که در فیلادلفیا واقع شده‌است. این شهر به دلیل درآمد بالای ساکنان و ارزش بالای املاک و همچنین مدارس خصوصی آن شناخته می‌شود.

## محدوده جغرافیایی

### مرزها
تپه شاه بلوط به شرح زیر محدود می‌شود:
- در شمال غربی در محدوده خیابان نورث وسترن (داخل شهرستان و محدوده شهر، که فراتر از آن بخش‌هایی از شهرستان اسپرینگفیلد، شهرستان مونتگومری قرار دارد که به شهرستان وایتمارش می‌رسد).
- در غرب توسط تنگه ویساهیکسون (بخشی از سیستم پارک فیرمونت) (آنسوی آن آپر راکس‌بورو و آندورا قرار دارند).
- در شمال شرقی محدود می‌شود به خیابان استنتون (داخل شهرستان و محدوده شهر، که فراتر از آن اردنهایم و ویندمور که هر دو در شهرستان اسپرینگفیلد قرار دارند) می‌باشند.